# 갈락티톨
갈락티톨(영어: galactitol) 또는 둘시톨(영어: dulcitol)은 갈락토스의 환원 생성물인 당알코올이다. 갈락티톨은 약간 단맛이 난다. 갈락토스혈증의 한 형태인 갈락토키네이스 결핍증을 가지고 있는 사람들에서는 눈의 수정체에 과도한 갈락티톨이 형성되어 백내장을 일으킨다.
갈락티톨은 알도스 환원효소에 의해 촉매되는 반응에서 갈락토스로부터 생성된다.
또 다른 일반적인 갈락토스 대사 결함은 상염색체 열성유전 이상으로 인한 갈락토스 1-인산 유리딜릴트랜스퍼레이스의 결함으로 갈락토스 1-인산과 갈락토스의 농도가 증가함에 따라 갈락티톨이 축적되는 것이다. 이러한 질환은 갈락티톨의 축적에 의하 백내장 이외에 간비장비대(hepatosplenomegaly) 및 인지장애를 유발한다.